# Nenad Jakšić
Nenad Jakšić (cyr.: Ненад Јакшић, ur. 12 października 1965 we Vranju) – serbski piłkarz występujący na pozycji napastnika.

## Kariera klubowa
W swojej karierze Jakšić występował w zespole Radnički Nisz.

## Kariera reprezentacyjna
W 1988 roku Jakšić wziął udział w Letnich Igrzyskach Olimpijskich, zakończonych przez Jugosławię na fazie grupowej. W reprezentacji Jugosławii nie rozegrał żadnego spotkania.